# Pistol Star
Pistol е син хипергигант и най-ярката известна ни звезда във Вселената. Счита се, че е 100 пъти по-масивна от Слънцето, а яркостта ѝ е 10 000 000 пъти по-голяма от слънчевата. Тя се намира в мъглявината Pistol, в центъра на Млечния път, на 25000 светлинни години от Земята.
Звездата би се виждала с невъоръжено око, ако не беше закрита от облаци космически прах, разположени между нея и Слънчевата система. Тя е толкова ярка, че излъчва за 6 секунди количеството енергия, излъчвана от Слънцето за една година.